# Pterolophia ferrugineotincta
Pterolophia ferrugineotincta là một loài bọ cánh cứng trong họ Cerambycidae.